# Джемна
Джемна (араб. جمنة) — невелике містечко в Тунісі. Розташоване у  вілаєті Кебілі та у регіоні Нафзава. Знаходиться в межах туніської Сахари.
У Джемні розташована одна з найстаріших бібліотек в Тунісі (знаходиться в старій мечеті). Також у місті є науково-дослідний центр.
| Туніс | Це незавершена стаття з географії Тунісу. Ви можете допомогти проєкту, виправивши або дописавши її. |